# Дагари
Дагари (дагати, дагарти, дагатси; самоназвания — дагао, дагааба, dagao, dagaaba) — группа народов гур, обитающих в Западной Африке. Обитают в Гане и в приграничных районах Буркина-Фасо, в низовьях реки Бугуриба, среднем течении реки Чёрная Вольта и верховьях реки Кулпон. Включают собственно дагари, или южных дагари, и северных дагари. Южные дагари делятся на чёрных и белых дагари. Южные дагари (1,1 млн человек по оценке 2006 года) живут на северо-западе Ганы, на западе Верхней Западной области. Северные дагари включают вуле и нура на юго-западе Буркина-Фасо (провинции Иоба и Бугуриба) — 367 тыс. чел., лобер (бирифор) на северо-западе Ганы (запад Северной области), юго-западе Буркина-Фасо (восток провинций Пони и Нумбиель) и северо-западе Кот-д’Ивуара — 278 тыс. чел., сафалаба на западе Ганы (запад Северной области) — 4,3 тыс. чел. Родственны вала и моси. Живут автохтонно. Входили в XVII—XIX вв. в состав раннеполитического образования вала.

## Язык
Говорят на языках языке дагари, бирифор и сафала. Входят с такими языками как мооре, кантоси и другими в диалектный континуум и относятся к западной подгруппе оти-вольтийской группы северной подветви центральной ветви языков гур нигеро-конголезской языковой семьи. Письменность на основе латинского алфавита.

## Верования
Большинство придерживается традиционных верований, включающих культ предков, природы, веру в магию и ведовство. Важную роль играют жрецы и прорицатели тендагена («хранители земли»). Часть дагари — мусульмане-сунниты маликитского мазхаба, а также христиане-католики.

## Традиционная культура
Традиционная культура типична для Суданской подобласти Западной Африки. Занимаются преимущественно подсечно-огневым земледелием, также скотоводством.
В пустынном регионе выращивают такие культуры как кукуруза, фасоль, просо, на низменных равнинах преобладает сладкий батат, рис. Но происходит и постепенный переход к новым культурам, таким как: арахису, хлопчатнику, ямсу, распространено отходничество на плантации какао южной Ганы. Живут частично в городах. Питаются в основном продуктами собственного производства. Занимаются ремёслами: плетением из соломы и пальмовых листьев, ювелирным делом. Развиты сказки и пословицы, среди музыкальных инструментов преобладают струнные, барабаны и ксилофоны.
Жилища характерны для региона: прямоугольная глинобитная постройка с плоской крышей, хозяйственные постройки круглые, усадьбы имеют замкнутый двор, где ночью содержится скот.
В одежде преобладают пёстрая расцветка (платья, юбки, кофты). Традиционная мужская одежда — длинные полотняные рубахи в чёрную и белую полоску.

## Социальная организация
Социальная организация в своей основе имеет большесемейные общины, патрилинейные (боре) и матрилинейные (соба) роды.
Вирилокальность, авункулакантность брачного поселения, практикуется полигиния, брак по расчёту, кросскузенный брак.